# Neue Warte am Inn
Die Neue Warte am Inn erschien vom 30. Jänner 1881 bis 25. April 1945 und vom 11. Oktober 1946 bis 1988 wöchentlich mit dem Untertitel „unabhängige Wochenzeitung für Oberösterreich“ mit den Nachrichten aus dem Salzburger Flachgau. 
Die letzte Ausgabe im Jahr 1945 konnte wegen der Besatzung von Braunau durch amerikanische Truppen nicht mehr fertiggestellt werden. 
Die in Braunau am Inn unter wechselnden Verlegern erscheinende Zeitung hatte zunächst ein Format von 4°, ab 1884 ein Format von 2°. 